# Simon Guillain

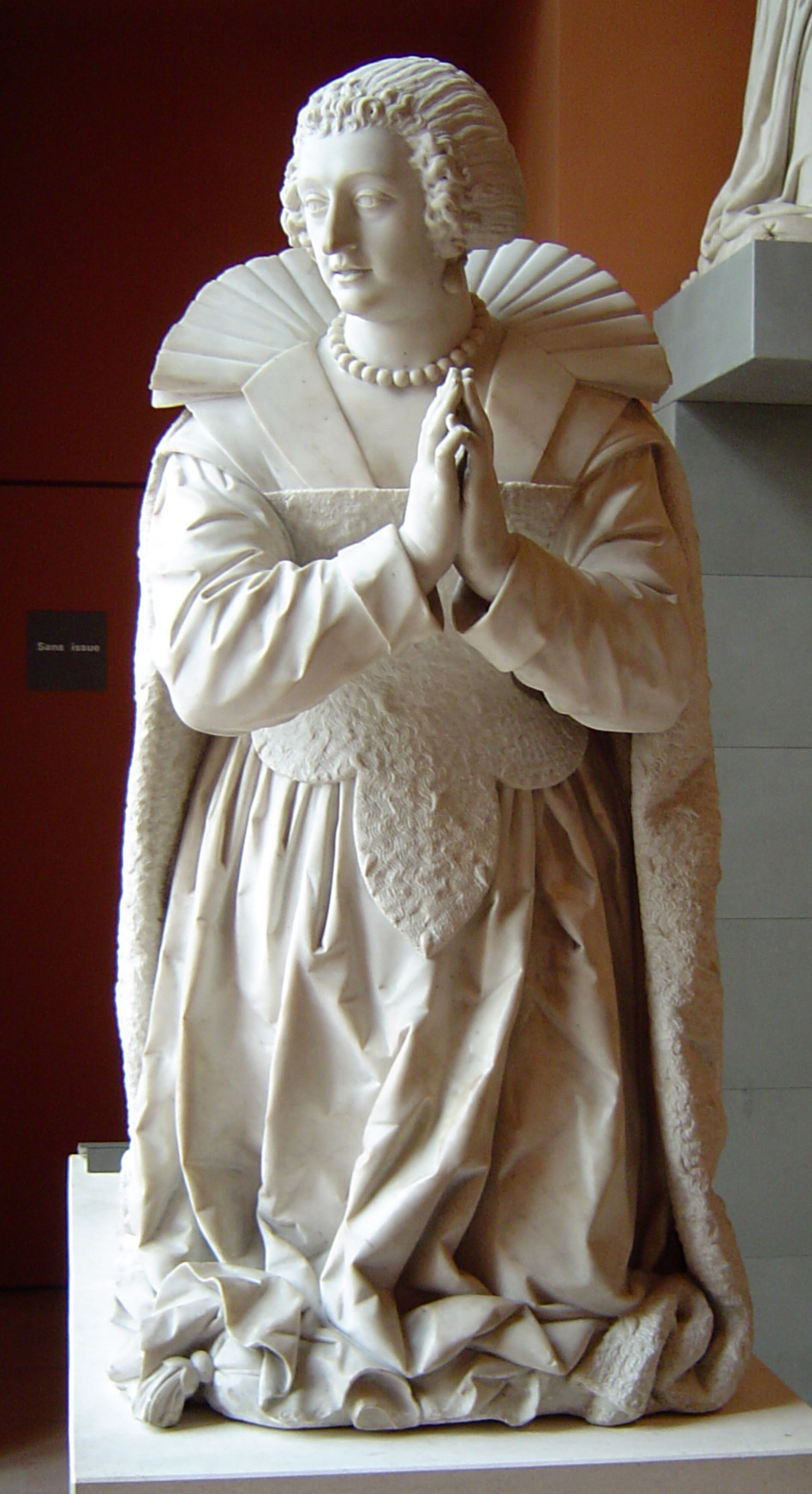
Tumba de Charlotte-Catherine de la Tremoille, esposa de Enrique I de Borbón-Condé segundo príncipe de Conde, hacia 1629, por Simon Guillain. Se conserva en el Museo del Louvre.

Simon Guillain (París, 15 de junio de 1581-París, 26 de diciembre de 1658) fue un escultor francés. 

## Biografía
Alumno de su padre, Nicolas Guillain llamado de Cambrai, Simon Guillain también estudió escultura en Italia, Roma, junto a Alessandro Algardi. De regreso a Francia en 1612, esculpió diversos monumentos funerarios. En 1638 recibió de parte de Gastón de Orleans el encargo de realizar el frontón del Château de Blois. Realizó  en bronce, en 1647, las estatuas reales del Pont au Change. Adornó edificios reales y eclesiástocos. Fue el maestro de Michel Anguier y Pierre Hutinot. Participó en 1648, en la creación de la Academia Real de Pintura y Escultura, y fue nombrado rector en 1657.
Estuvo influido por el estilo Barroco, que pudo ver en Italia, pero continuó siendo precursor del clasicismo francés.